# Hans Jørn Fogh Olsen
| (3033) Holbaek                                    | 5. März 1984      |
| (3934) Tove                                       | 23. Februar 1987  |
| (5320) Lisbeth                                    | 14. November 1985 |
| (5321) Jagras                                     | 14. November 1985 |
| alle zusammen mit Poul Jensen und Karl Augustesen |                   |

Hans Jørn Fogh Olsen (* 14. November 1943) ist ein dänischer Astronom und Asteroidenentdecker.
Zwischen 1984 und 1987 entdeckte er, zusammen mit seinen Kollegen Karl Augustesen und Poul Jensen, am Brorfelde-Observatorium in der Nähe von Holbæk in Dänemark insgesamt vier Asteroiden.
Der Asteroid (5323) Fogh wurde nach ihm benannt.